# Toby Leonard Moore
Toby Leonard Moore est un acteur Australien, né le 28 avril 1981 à Sydney, Australie.

## Biographie
Toby Leonard Moore est né le 28 avril 1981 à Sydney. A l'âge de 11 ans, il déménage avec sa famille à Hobart, Tasmanie. Sa mère Robyn Moore est actrice. Il a un petit frère, Daniel Moore.
Il a étudié à l'Institut national d'art dramatique à Sydney.

### Vie privée
Depuis 2003, il est en couple avec Michelle Vergara Moore, rencontré à l'Institut national d'art dramatique. Ils se sont mariés en 2009.

## Filmographie

### Cinéma

#### Longs métrages
- 2014 : John Wick de Chad Stahelski : Victor
- 2016 : Half the Perfect World de Cynthia Fredette : Eric
- 2020 : Mank de David Fincher : David O. Selznick
- 2021 : Payback de Joseph Mensch : Ricky Zhukov
- 2021 : American Insurrection de William Sullivan : Le fondateur

#### Courts métrages
- 2006 : Pass Time d'Yves Stening : Trevor (également scénariste)
- 2006 : Photograph de Sarah Lambert : Le serveur
- 2011 : The Cartographer de Jane Shadbolt : L'homme aux ciseaux (voix)

### Télévision

#### Séries télévisées
- 2009 : Dollhouse : Walton
- 2010 : The Pacific : 2e Lieutenant Stone
- 2010 : Legend of the Seeker : L'épée de vérité (Legend of the Seeker) : Prince Fyren
- 2010 : Underbelly : Sergent Dave
- 2010 : Blue Bloods : Richard Reed
- 2012 : NYC 22 : Nick Reynolds
- 2013 : Banshee : Christopher Hanson
- 2014 : Robot Chicken : Peter Pan / Pi Patel (voix)
- 2014 : FBI : Duo très spécial (White Collar) : Jim Booth
- 2015 : Daredevil : James Wesley
- 2016 - 2020 : Billions : Bryan Connerty
- 2017 : Bull : Andrew Withrow
- 2020 : Condor : Gordon Piper
- 2021 : The Unusual Suspects : Jordan Waters
- 2023 : The Blacklist : Arthur Hudson

#### Téléfilm
- 2007 : Joanne Lees : Murder in the Outback de Tony Tilse : Paul Falconio